# Biburg (Neder-Beieren)
Biburg is een gemeente in de Duitse deelstaat Beieren, en maakt deel uit van het Landkreis Kelheim.
Biburg telt 1.322 inwoners.

## Geboren
- Hendrik van Biburg (11e eeuw), patriarch van Aquileia

Abensberg ·
Aiglsbach ·
Attenhofen ·
Bad Abbach ·
Biburg ·
Elsendorf ·
Essing ·
Ihrlerstein ·
Hausen ·
Herrngiersdorf ·
Kelheim (stad) ·
Kirchdorf ·
Langquaid ·
Mainburg ·
Neustadt an der Donau ·
Painten ·
Riedenburg ·
Rohr in Niederbayern ·
Saal an der Donau ·
Siegenburg ·
Teugn ·
Train ·
Volkenschwand ·
Wildenberg